# El Franco
El Franco település Spanyolországban, Asztúria autonóm közösségben. El Franco Tapia de Casariego, Castropol, Boal és Cuaña községekkel határos. Lakosainak száma 3744 fő (2024).

## Népesség
A település népessége az utóbbi években az alábbiak szerint változott:
| Lakosok száma | 4132 | 4112 | 4015 | 4073 | 3946 | 3901 | 3834 | 3796 | 3736 | 3744 |
|               | 2001 | 2004 | 2007 | 2009 | 2012 | 2014 | 2017 | 2019 | 2022 | 2024 |